# Останній хліб
«Останній хліб» — радянський художній фільм 1963 року режисера Бориса Степанова, за мотивами однойменного оповідання Вадима Труніна.

## Сюжет
Перебравши своїми руками всі деталі старенького комбайна, цілинник-першопроходець дід Якушенко останню свою велику жниву — прибирання хліба — зустрів найдостойнішим чином. Але механік розпорядився по-своєму: зняв з машини діда всі шестерінки і пустив їх на запчастини техніці, що простоює. Олексій, Ірина та Дмитро вирішили допомогти дідові — і вирушили ввечері шукати по сусіднім господарствам запчастини для його комбайна…

## У ролях
- Юрій Соловйов —  Олексій Дьомін
- Тетяна Гаврилова —  Ірина
- Олексій Локтєв —  Дімка
- Георгій Жжонов —  майор міліції, начальник відділення
- Іван Назаров —  дід Якушенко, старий шофер
- Геннадій Юхтін —  Лопаткін
- Всеволод Кузнецов —  Федір, механік
- Аркадій Трусов —  Кузьмич, механік, парторг
- Павло Кашлаков —  Міша, шофер
- Гінаят Касимханов —  інспектор ДАІ
- Роман Філіппов —  злодій
- Олег Хроменков —  Фіщенко, шофер з бригади Міши
- Олег Бєлов —  шофер з бригади Міши
- Марія Бєлінська —  лікар
- Микола Волков —  шофер з бригади Міши
- Ростислав Шмирьов —  черговий міліціонер

## Знімальна група
- Режисер — Борис Степанов
- Сценарист — Вадим Трунін
- Оператори — Анатолій Заболоцький, Юрій Марухін
- Композитор — Марк Фрадкін
- Художник — Євген Ганкін